# Aït Itsouragh
Les Aït Itsouragh, Aït Itsourar ou encore Ath Idora sont une tribu de Grande Kabylie établie dans l'actuelle commune d'Iferhounène dans la wilaya de Tizi Ouzou en Algérie. Ils font partie de la confédération indépendante des Zouaoua de l'est.,

## Histoire
Les Aït Itsouragh sont connus pour avoir été l'une des plus puissantes tribus du Djurdjura. Voulant garder leur indépendance à tout prix, les Aït Itsouragh se défendrons à  chaque moment de l'histoire pour garder leur indépendance.[réf. nécessaire]

### Du temps de la Régence d'Alger
Le territoire de la tribu ne se fait jamais occuper par la Régence d'Alger, les Aït Itsouragh se joignent à plusieurs reprises aux autres tribus kabyles, afin de protéger leurs territoires, mais sous l'appel de la guerre sainte, ils se joignent aussi à plusieurs reprises aux forces de la Régence dans le but de repousser les Espagnols du territoire algérien.[réf. obsolète]

### Époque coloniale française
La tribu des Aït Itsouragh participe à plusieurs batailles sous le commandement de Lala Fatma n'Soumer dont la bataille du Haut Sebaou en 1854 et la bataille du col de Chellata en 1857. Les territoires des Aït Itsouragh ne sont occupés que le 11 juillet 1857, soit 27 ans après le début de la conquête de l'Algérie. 

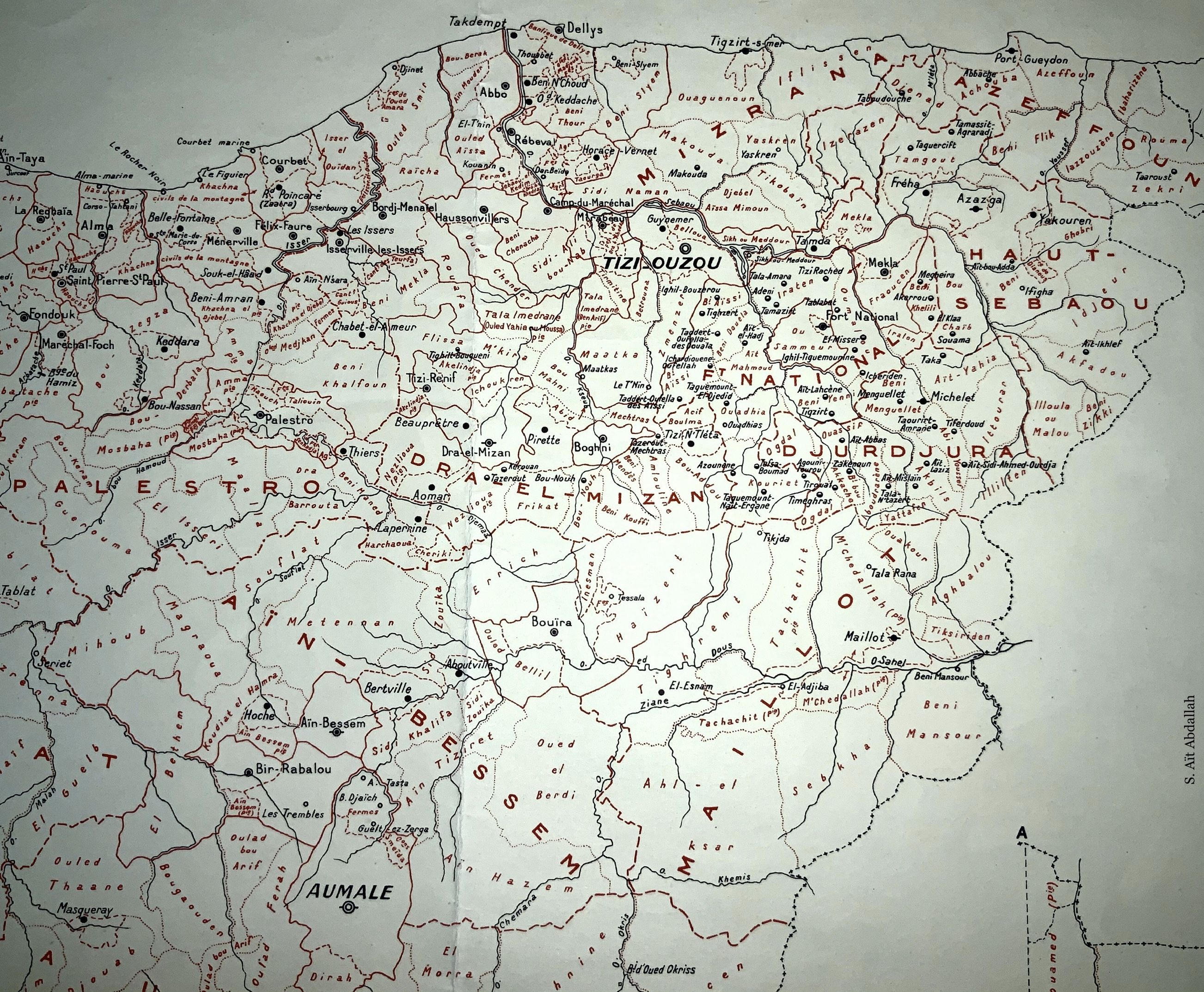
Carte des confédérations et tribus de Grande Kabylie avec la tribu des Aït Itsouragh (Ittourar).

La tribu se révolte aussi lors de la révolte des Mokrani en mars 1871, elle est obligée de payer un impôt de guerre de 201 180 Francs à cause de l'échec de la révolte. Les Aït Itsouragh possédaient à cette époque : 1 845 fusils, 87 moulins, 4 797 habitants.

### Guerre d'Algérie
Le territoire de la tribu des Aït Itsouragh fait l'objet de plusieurs affrontements dont l'action du 28 décembre 1956 au cours duquel de sanglants affrontements ont lieu entre l'armée française et l'ALN dans le village d'Iferhounène. La tribu des Aït Itsouragh compte environ 1600 morts (Martyrs) répartis sur la période 1954-1962. Une stèle a été érigée pour entretenir leurs mémoires à Iferhounène.

## Statistiques de la tribu
La population totale de la tribu est de 12 490 habitants pour une superficie de 32,95 km2 km2 en 2008.

## Informations diverses
- Les Aït Itsouragh était réputée pour guérir les affections rhumatismales[10].
- Les Aït Itsouragh ont commencé à se révolter dès l'année 1851 sous le commandement du Chérif Boubaghla[11]
- Les Aït Itsouragh avait une des populations les plus religieuses de toute la Kabylie[12].